# 해왕성에서 본 수성 일면통과
해왕성에서 본 수성 일면통과는 수성이 해왕성과 태양 사이를 정확히 통과할 때 발생한다. 해왕성에 대한 수성의 승교점과 강교점에서 잇달아 발생한다. 2037년부터 잇달아 수성의 회합주기마다 일어날 예정이다.
평균 회합 주기는 88일이다. 해왕성과 수성 사이의 각은 7°이다.
누구도 해왕성 근처에서 수성이 태양 위를 지나가는 것을 보지 못했다. 또한 인류는 이 현상을 가까운 시일 내에 관측할 수 있을 것 같지도 않다. 해왕성은 가스 행성이기 때문에 실질적으로 이 현상을 관측하려면 해왕성 주위에 있는 위성들의 표면에서 태양을 바라봐야 할 것이다. 이 경우 일면통과 발생 시각 및 기타 여건은 이론적인 시간에 비해 약간 달라질 수 있다.

## 통과
| 1956년 시작      | 2037년 시작      | 2120년 시작      |
| ---------------- | ---------------- | ---------------- |
| 1956년 2월 15일  | 2037년 11월 30일 | 2120년 11월 12일 |
| 1956년 5월 14일  | 2038년 2월 26일  | 2121년 2월 9일   |
| 1956년 8월 10일  | 2038년 5월 25일  | 2121년 5월 8일   |
| 1956년 11월 6일  | 2038년 8월 22일  | 2121년 8월 4일   |
| 1957년 2월 2일   | 2038년 11월 18일 | 2121년 10월 31일 |
| 1957년 5월 1일   | 2039년 2월 14일  | 2122년 1월 27일  |
| 1957년 7월 28일  | 2039년 5월 13일  | 2122년 4월 25일  |
| 1957년 10월 24일 | 2039년 8월 9일   | 2122년 7월 22일  |
| 1958년 1월 21일  | 2039년 11월 5일  | 2122년 10월 18일 |
| 1958년 4월 19일  | 2040년 2월 1일   | 2123년 1월 15일  |
| 1958년 7월 16일  | 2040년 4월 29일  | 2123년 4월 4일   |
| 1958년 10월 12일 | 2040년 7월 26일  | 2123년 7월 10일  |
| 1959년 1월 8일   | 2040년 10월 22일 | 2123년 10월 6일  |
| 1959년 4월 6일   | 2041년 1월 18일  | 2124년 1월 2일   |
| 1959년 7월 3일   | 2041년 4월 16일  | 2124년 3월 30일  |
| 1959년 9월 29일  | 2041년 7월 13일  | 2124년 6월 26일  |
| 1959년 12월 27일 | 2041년 10월 9일  | 2124년 9월 23일  |
| 1960년 3월 24일  | 2042년 1월 5일   | 2124년 11월 20일 |
| 1960년 6월 20일  | 2042년 4월 3일   | 2125년 3월 18일  |
|                  | 2042년 7월 1일   |                  |
|                  | 2042년 9월 27일  |                  |
|                  | 2042년 12월 24일 |                  |
|                  | 2043년 3월 22일  |                  |
|                  | 2043년 6월 18일  |                  |
|                  | 2043년 9월 14일  |                  |

## 같이 보기
- 통과 (천문학)

## 참고 문헌
- 미국 항공우주국 제공 : 태양계 시뮬레이터
- Albert Marth, Note on the Transit of the Planet Mars and its Satellites across the Sun’s disc, which will occur for the Planet Jupiter and its Satellites on April 13, 1886, Monthly Notices of the Royal Astronomical Society, 46 (1886), 161–164.
- Andrew Crommelin, Ephemeris for physical observations of Jupiter, 1901, Monthly Notices of the Royal Astronomical Society, 61 (1900), 117–118  (전문: )
- SOLEX
- Meeus, Jean. 《Transits》. Willmann-Bell. ISBN 0-943396-25-5.